# Comuna Pekarșciîna, Cerneahiv
Pekarșciîna (în ucraineană Пекарщинська сільська рада) este o comună în raionul Cerneahiv, regiunea Jîtomîr, Ucraina, formată din satele Mokrenșciîna și Pekarșciîna (reședința).

## Demografie
Componența lingvistică a comunei Pekarșciîna
     Ucraineană (99,4%)
     Alte limbi (0,6%)
Conform recensământului din 2001, majoritatea populației comunei Pekarșciîna era vorbitoare de ucraineană (99,4%), existând în minoritate și vorbitori de alte limbi.